# Oscar Bæckman
Oscar Hugo Bæckman, född 31 oktober 1882 i Stockholm (Adolf Fredrik), död 12 februari 1961 i Stockholm (Oscar), var en svensk direktör och folkpartistisk politiker, riksdagsledamot 1938–1940 i andra kammaren för Stockholms stads valkrets. I riksdagen ägnade han sig främst åt näringspolitik.